# 水泥產業東移計畫
水泥產業東移計畫是指台灣將水泥產業移到台灣東部的計劃。
在1984起，經濟部以「台灣西部的礦藏開採殆盡；人民環保意識抬頭，西部水泥業營運受阻」為由，極力推動「水泥東移」計畫，擬在花蓮縣秀林鄉和平村成立「和平水泥專業區」及興建「和平水泥專用港」，並強制徵收和平村土地。此計畫引發花蓮人的不滿，進而引起了一連串請願陳情、遊行的抗爭行動。

## 反對行動
1990年花蓮縣議會議員針對水泥業東移計畫提出議案，呼籲工業局終止該計畫並應重新檢討國家水泥政策。
1990年5月台灣環保聯盟花蓮分會撰寫聲明，指出水泥產業為低技術、低附加價值卻高耗能、高污染的產業。造成生態破壞、噪音汙染、化學物汙染、公共設施的破壞。並且水泥東移的決策過程有瑕疵：由工業局聘請的半官方中興工程顧問社、中華顧問工程公司進行評估，經行政院核准後，命地方政府配合，全部過程都未與地方居民溝通。
1991年2月10日由花蓮和平村反水泥自救會、東台灣學生工作隊、盧博基議員服務處及環保聯盟花蓮分會發起「反水泥遊行行動」。訴求為「反對水泥廠設廠、打倒特權」，其行動原則則是「和平、理性、非暴力」。
1993年7月12日和平反水泥自救會提出新聞稿：「針對工業局為配合和平水泥專業區計畫而進行徵收和平段土地一事，和平反水泥自救會將北上立法院、監察院陳情，並至工業局局長停止水泥專業區計畫，並立即中止強制徵收土地。」並隨即於同年7月15日北上立法院請願，並在近十位立委的見證下，和工業局長達成協議：「(一)7月27日的正式動工暫緩；(二)針對和平村因徵收土地所發生的土地糾紛、弊案會同花蓮縣政府一同辦理協調說明會；(三)設置和平水泥專業區與否，應交由立法院表決決定」。惟其後於同年8月27日，反對和平水泥專業區的花蓮縣民即聲明指出工業局對於協議要點除了第一項以外，其餘皆跳票。並依據立法院提供之資料，指出工業區專用港未通過環境影響評估。此外，台電為配合水泥專業區之用電，欲設立火力發電廠。對此，反對和平水泥專業區的請願者直指工業局應停止此種「垃圾東移」的水泥專業區計畫，並要求對於違反民主程序、誠信原則的手段提出說明。
最後在1994年爆發警民衝突的情況下，強制動工。

## 台泥擴廠事件
台泥違法擴廠將會破壞花蓮的生態並降低生活品質，而縣政府與民代又無能阻止台泥擴廠，因此各界反對台泥在花蓮市擴廠的團體與個人成立了「反台泥行動聯盟」。並於1995年10月做出「反台泥行動聯盟宣言」之聲明：
(一)「工業局違反承諾」
政府在1984年規劃把水泥業東移，決定並強行在和平設立水泥專業區，高達七千公頃。1994年6月動工時，工業局曾承諾水泥工業只集中在和平地區。但是反台泥行動聯盟發現，早在1993年8月，工業局就已經同意了花蓮市美崙廠擴廠
。而台泥便以「汰舊換新」的名義實行擴廠之實，在未經「環境影響評估」，且未經政府批准，就在新地點偷偷進行擴廠。
(二)「台泥擴廠將嚴重破壞花蓮生態環境並降低生活品質」
依據台泥所提出的「花蓮廠更新計畫環境說明書」，台泥的擴廠將使花蓮的用水、用電、及交通流量大增，將嚴重影響生活品質，並造成水汙染、空氣汙染、土地汙染。台泥設廠勢必隨之需設立火力發電廠，且為了運輸水泥原料所規劃的道路，勢必破壞自然景觀。並要求台泥立即停止在花蓮市擴廠，工業局應制止台泥的非法擴廠，請求檢調單位追究台泥行賄及不法事實。反對人士於1995年11月9日在台北台泥總公司抗議行動、1996年9月14日約五千人參加914黃絲帶大遊行反對台泥公司在花蓮市擴廠。
在此之後，同年11月，主婦聯盟、環保聯盟、台北市環境改造協會、綠色行動綱領、綠色消費者基金會共同提出十一點「環保選舉公約」建議內容。例如：應盡速完成「環境保護基本法」、修訂「原子能法」、反對水泥業東移政策等。反台泥行動聯盟並於11月23日發布新聞稿，指出台泥違法事實(包括台泥所在位置屬乙種工業區，而非高汙染工業設廠的甲種工業區；各級行政機關違法以「汰舊換新」評價台泥的設廠行為，藉以規避環評；花蓮縣政府建設局沒有會同環保局會簽，進行核准台泥擴廠；建設局明知台泥公司擴廠地點屬於乙種工業區，仍核准之)，並擬提出告發。
於1996年7月12日，監察院經濟委員會針對台泥花蓮擴廠事件違反環境影響評估一事，認為行政院環保署、經濟部工業局、臺灣省政府與花蓮縣政府均有違法之處，決議糾正之。

## 衝擊與影響
張長義等學者指出：「和平村的懸浮微粒平均值超過普通人可以接受的範圍，而落塵量更已達到嚴重污染的程度。由於和平地區的東北面就是和平溪的出海口，中央山脈則還環繞了西邊及北邊，如此所構成的半封閉地形，容易讓大量塵土污染聚集村內而難以散去。」「而為了供應煉製水泥所需的大量電力，工業區內的燃煤火力發電廠產生的污染，產生更嚴重的空氣污染問題。」顯示出水泥產業東移後所造成的環境汙染，連帶影響當地居民的健康。